# Nicole Reynaud
Nicole Reynaud, née en juillet 1927 et morte le 21 décembre 2022, est une historienne française de l'art, directrice de recherche au CNRS, spécialiste des primitifs français et de l'enluminure.

## Parcours
Elle commence sa carrière en tant que collaboratrice de Charles Sterling au département des peintures du musée du Louvre. Elle se spécialise alors dans l'étude des peintures des primitifs français du XVe siècle et notamment Jean Fouquet. Elle contribue à redécouvrir les œuvres d'un grand nombre d'artistes jusque là presque oubliés, tels que Enguerrand Quarton, Barthélemy d'Eyck, Georges Trubert. Elle parvient à reconstituer les œuvres d'un grand nombre d'artistes jusque là anonymes tels que le Maître de Coëtivy, identifié à Colin d'Amiens et ses suiveurs qu'elle localise à Paris, ainsi que toute sa dynastie, ou le Maître des Prélats bourguignons. C'est une des premières historiennes à identifier des travaux des artistes de cette période dans plusieurs domaines picturaux, à la fois en peinture, enluminure, émail et dans des patrons de vitraux ou de textiles. 
Elle co-dirige une grande exposition retrospective fondamentale sur l'enluminure française des XVe et XVIe siècles en 1993 à la Bibliothèque nationale de France intitulée Quand la peinture était dans les livres qui est l'occasion d'identifier l'œuvre d'un très grand nombre d'artistes enlumineurs de cette période. Un colloque international à l'université de Genève rend hommage à cette œuvre trente ans après sa réalisation.

## Œuvre scientifique
Nicole Reynaud a publié de très nombreux articles et ouvrages, et a participé à de nombreuses expositions. Ses travaux les plus marquants sont :
- Jean Fouquet : exposition, présentée au Musée du Louvre du 16 janvier au 19 avril 1981, Paris, Réunion des Musées Nationaux, 1981
- Nicole Reynaud, Hommage à Charles Sterling: des primitifs à Matisse, vol. 40, Réunion des musées nationaux, coll. « Dossiers du Département des peintures du Musée du Louvre », 1992, 119 p. (ISBN 9782711825806)
- Les manuscrits à peintures en France : 1440-1520, Flammarion et Bibliothèque nationale de France, 1993 (ISBN 2-08-012176-6) (en collaboration avec François Avril).
- Nicole Reynaud, Jean Fouquet : Les Heures d’Étienne Chevalier, Dijon, Faton, 2006, 280 p. (ISBN 2-87844-076-5) (Prix Eugène Carrière de l'Académie Française en 2007)
- Les Enluminures du Louvre, Moyen Âge et Renaissance, Paris, Hazan - Louvre éditions, 2011, 383 p. (ISBN 978-2-7541-0569-9) (en collaboration avec François Avril et Dominique Cordellier).